# Russulales
Russulales Kreisel ex P.M. Kirk, P.F. Cannon & J.C. David, 2001 è un ordine di agaricomiceti che include generi di funghi Russula e Lactarius ed i loro affini poliporoidi e corticioidi.
Questo gruppo include anche funghi russuloidi ipogei, polipori come Bondarzewia, funghi ad aghi, e funghi claviformi come Artomyces e Clavicorona.
Le basidiospore in questo gruppo sono ornate tipicamente con verruche amiloidi o reticolazione.

## Famiglie di Russulales
- Auriscalpiaceae
- Bondarzewiaceae
- Echinodontiaceae
- Gloeocystidiellaceae
- Hericiaceae
- Hybogasteraceae
- Lachnocladiaceae
- Peniophoraceae
- Russulaceae
  - Lactarius
  - Russula
- Stephanosporaceae
- Stereaceae

## Galleria d'immagini

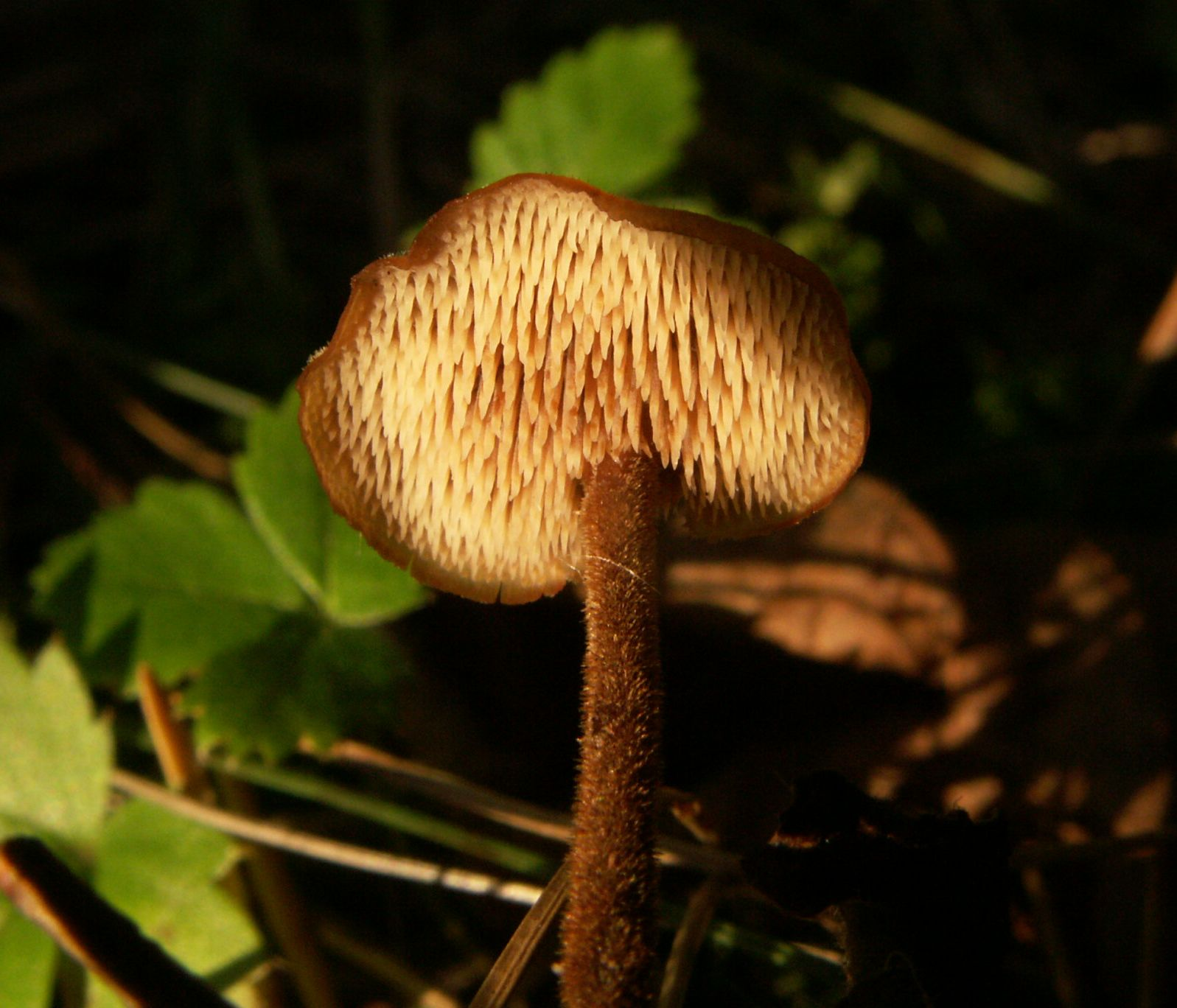
Auriscalpium vulgare Fam. Auriscalpiaceae
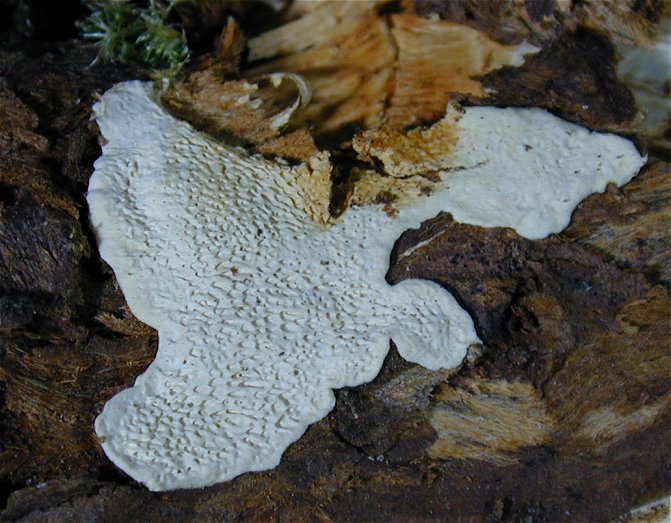
Heterobasidion annosum Fam. Bondarzewiaceae
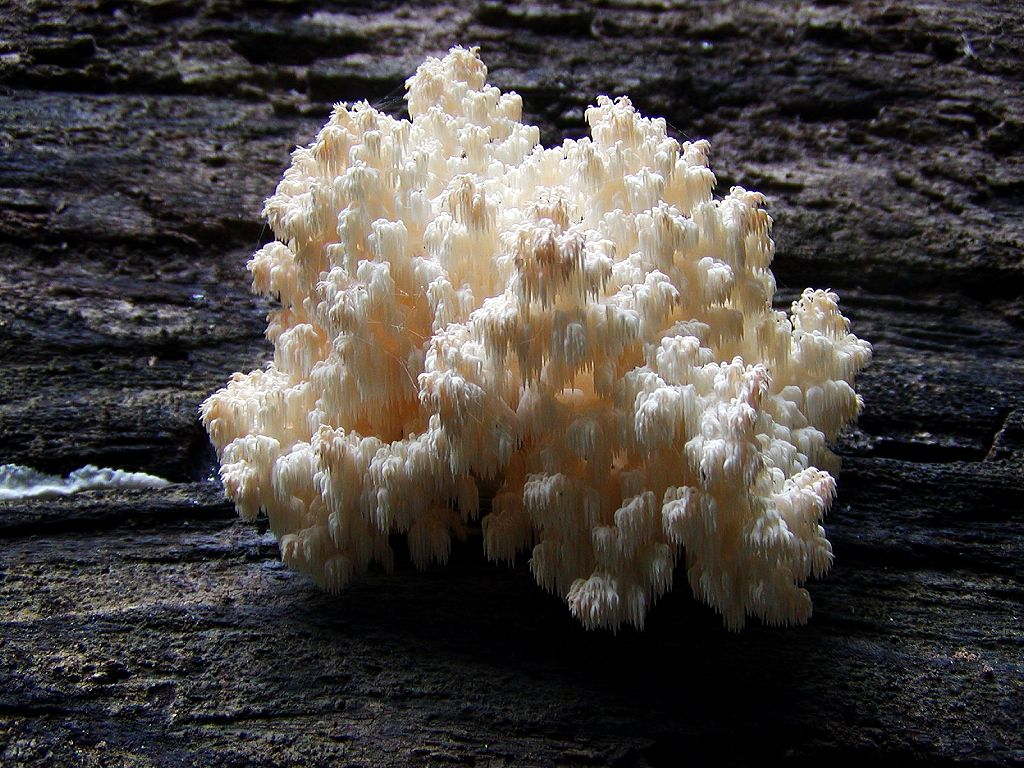
Hericium coralloides Fam. Hericiaceae
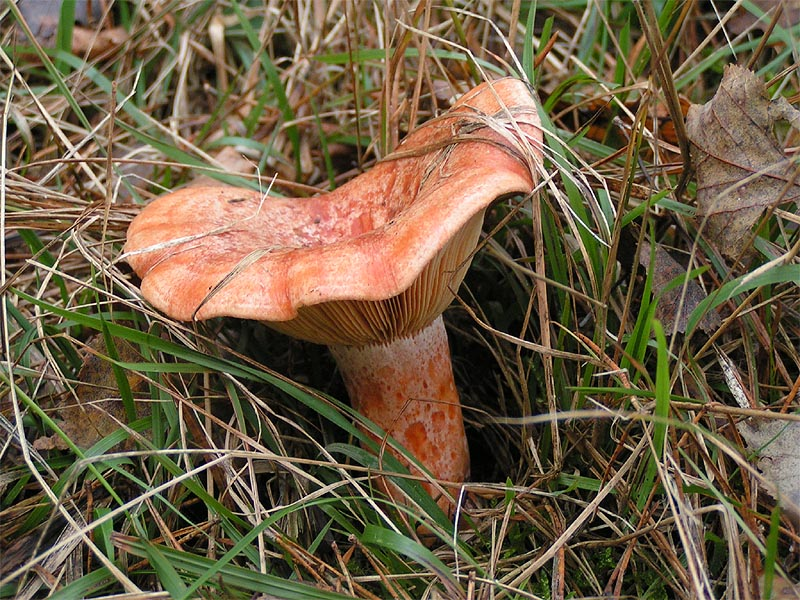
Lactarius deliciosus Fam. Russulaceae
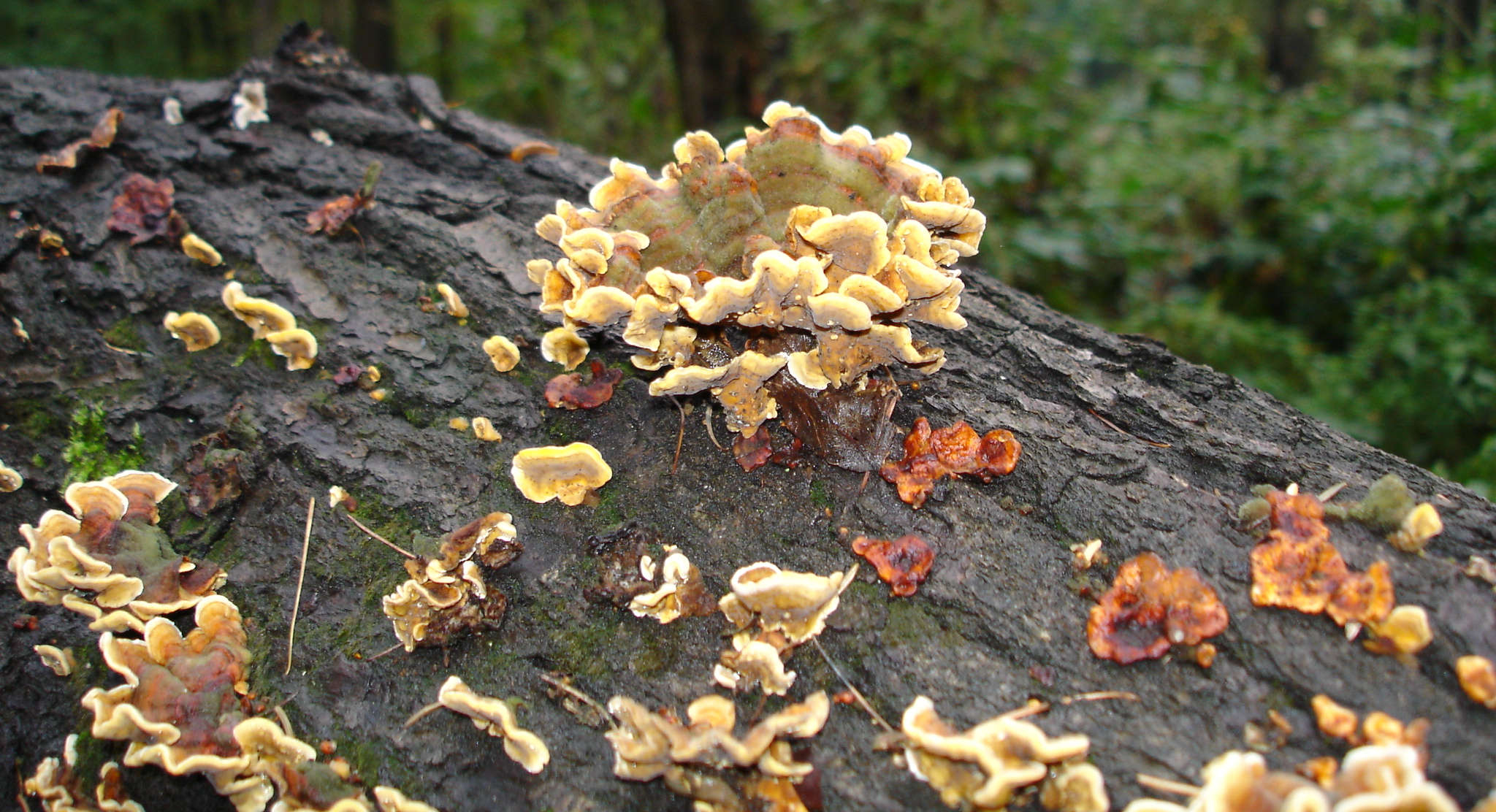
Stereum Hirsutum Fam. Stereaceae